# Conescharellina lacrimula
Conescharellina lacrimula är en mossdjursart som beskrevs av Lu 1991. Conescharellina lacrimula ingår i släktet Conescharellina och familjen Biporidae. Inga underarter finns listade i Catalogue of Life.